# A Vida como Ela É...
A Vida como Ela é... é uma série de contos escritos por Nelson Rodrigues, um dos maiores escritores brasileiros do século XX, durante os anos de 1950 a 1961. A Vida como Ela é... era o nome da coluna diária do escritor na Última Hora. Samuel Wainer, proprietário do jornal, queria que Nelson Rodrigues, já consagrado pela peça Vestido de Noiva, retratasse uma história da vida real. As crônicas geralmente giravam em torno do adultério, do pecado, dos desejos e da moral, causando escândalo. Algumas foram reunidas em antologia sob o título da coluna já em 1961. A série fez tanto sucesso que foi adaptada para a radionovela (e gravada em disco), para fotonovela, inspirou o filme A dama do lotação e teve uma grande adaptação de sucesso para a Rede Globo sob o mesmo nome.